# EGT-gruppen

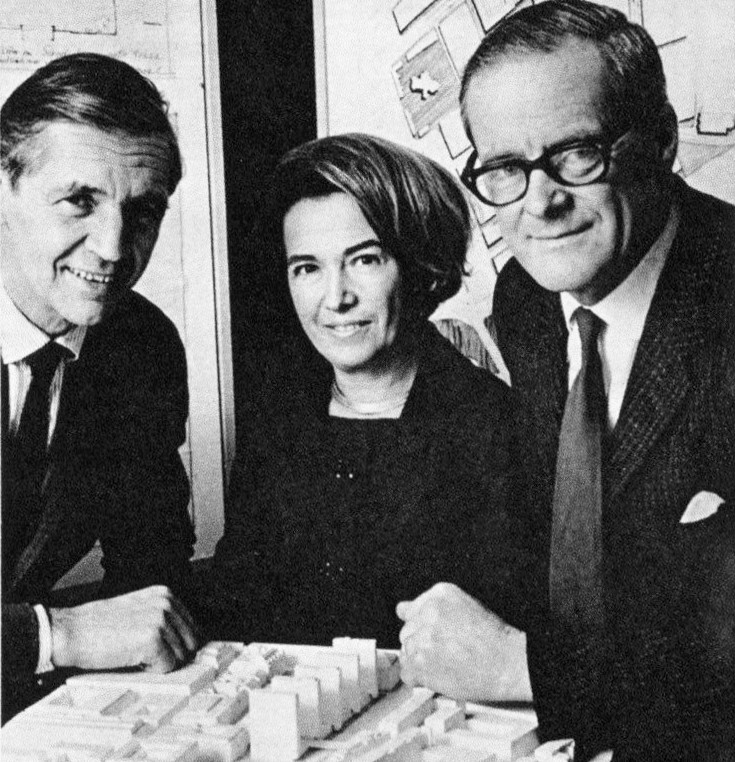
Från vänster: Anders Tengbom, Léonie Geisendorf och Ralph Erskine, 1966

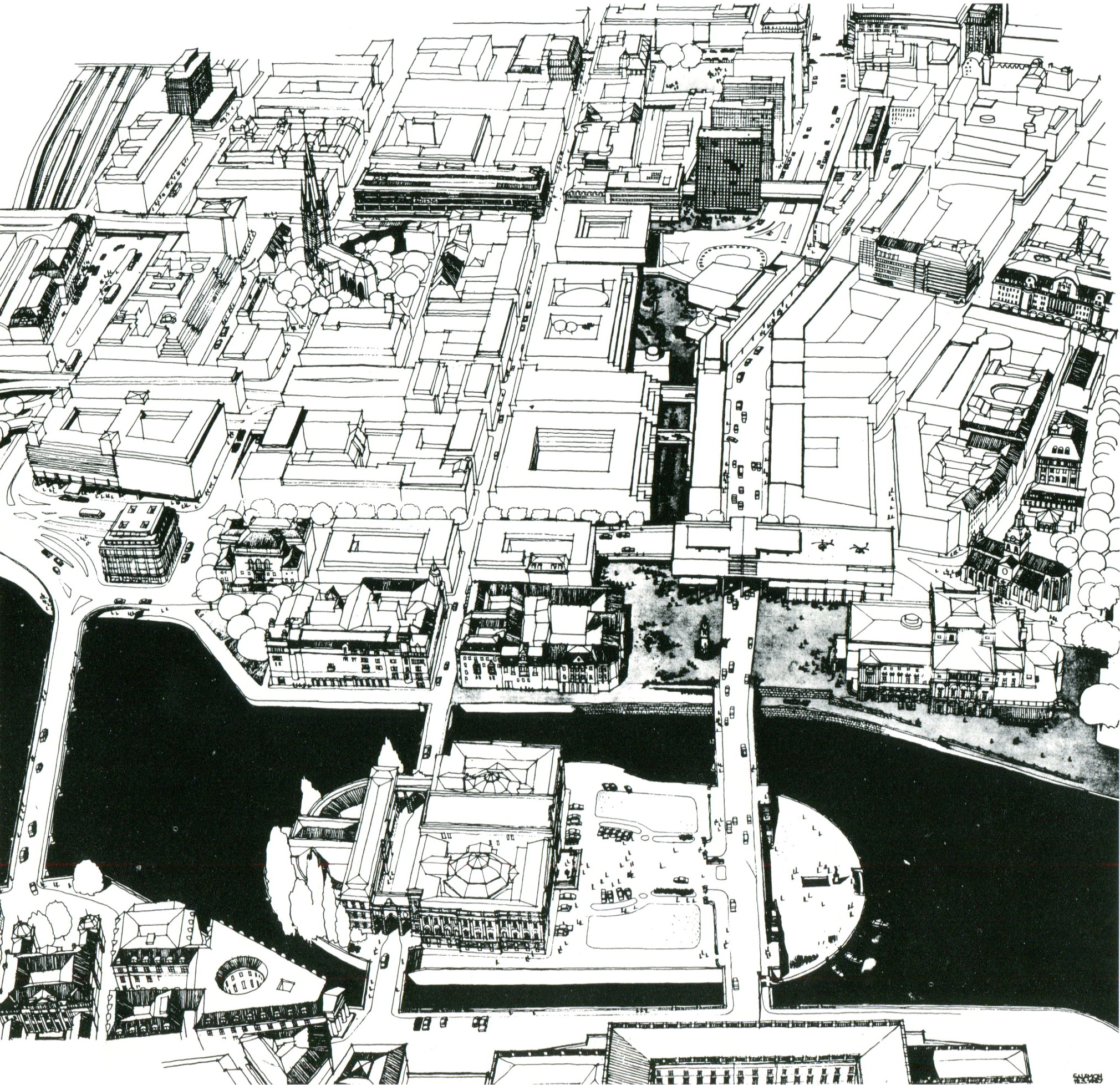
EGT-gruppens förslag "Corso", 1966

EGT-gruppen var en lös sammanslutning av tre svenska arkitekter och deras kontor på 1960-talet i Stockholm, dessa bestod av Ralph Erskine, Léonie Geisendorf och Anders Tengbom. Tanken var att tillsammans kunna skapa nya idéer och att utföra större arkitekttävlingar och projekteringsuppdrag.
Ett uppmärksammat förslag presenterade EGT-gruppen 1965 i samband med en idétävling för området söder om Sergels torg, som utlystes av Stockholms stad och Riksbanken. I slutstriden om uppdraget deltog deras förslag med namnet “Corso” samt Peter Celsings bidrag. Många, även politiker, ansåg att EGT-gruppens förslag, som tävlingsnämnden även beslöt att inköpa, var bättre.[källa behövs] I detta förslag förenades stadens två centra (Sergels torg och Gustav Adolfs torg) både visuellt, funktionellt och trafiktekniskt, men de avvek helt från den fastställda cityplanen från 1962. Sveavägen hade på 1960-talet förlängts från Kungsgatan till Sergels torg och "Corso" innebar en ytterligare förlängning av gatustråket i linje med tankegångarna i bl.a. Lindhagenplanen.
Ur beskrivningen till tävlingsförslaget: "...Vår (EGT-gruppens) tanke har varit att förbinda detta nya centrum (Hötorgscity) med Stockholms historiska stadspartier och stadens vatten på ett sätt som är stimulerande för gångtrafikanterna och meningsfullt ur stadsbildssynpunkt." Efter en livlig debatt blev Peter Celsings förslag med Kulturhuset och nya Riksbankshuset genomfört. 
Anders Tengbom skrev 1991 om förslaget: ”Det kom nog några år för sent för att kunna genomföras, det krävde för mycket omtänkande i byråkratin och förändringar av redan fattade beslut…Jag tror fortfarande att vår ”Corso” hade varit vackrare.”. Förslaget och debatten ledde dock till en omfattande bearbetning av cityplanen (City 67) och förbättringar av fotgängarnas situation.
Gruppen Erskine-Geisendorf-Tengbom blev något år senare inbjuden att komma med ett förslag till en satellitstad i Hansta, norr om Stockholm. Därav blev det inte heller någonting. Tanken att bebygga Järvafältet var inte mogen.[källa behövs]